# Martin Schmidt (Theologe, 1883)
Martin Schmidt (* 24. November 1883 in Miehlen im Taunus; † 6. Juni 1964 in Frankfurt am Main) war ein deutscher evangelischer Theologe, Pfarrer und Hochschullehrer.

## Leben
Schmidt studierte nach dem Abitur am Rudi-Stephan-Gymnasium in Worms Evangelische Theologie an den Universitäten Leipzig, Halle, Tübingen, Bonn und Aberdeen sowie am Theologischen Seminar Herborn, das er mit dem Erwerb des akademischen Grades eines Dr. theol. abschloss. Als Student wurde er Mitglied des Leipziger, Hallenser und Tübinger Wingolf.
Nach seiner Ordination wurde er 1910 als Pfarrer in Holzhausen an der Haide eingesetzt. 1918 wechselte er in gleicher Funktion an die Ringkirche nach Wiesbaden, später an die Marktkirche, bis er 1929 zum Professor für evangelische Religionswissenschaft an der simultanen Pädagogischen Akademie Frankfurt am Main sowie zum Lehrbeauftragten an der Universität Marburg bestellt wurde. Nach der Machtübernahme der Nationalsozialisten 1933 zwangsbeurlaubt und 1934 abgesetzt, nahm erst wieder ab 1937 gelegentliche kirchliche Aufträge wahr.
1946 wurde er mit der Verwaltung der ersten Professur am Theologischen Seminar Herborn beauftragt und erhielt ab 1948 Lehraufträge an der Universität Frankfurt sowie am dortigen Berufspädagogischen Institut. 1954 übernahm er zusätzlich einen Lehrauftrag an der Universität Marburg und wurde 1957 in den Ruhestand verabschiedet.
Zwischen 1947 und 1949 führte er den Vorsitz des Verfassungsausschusses der Evangelischen Kirche in Hessen und Nassau und wirkte maßgeblich an der Schaffung und Ausarbeitung der Kirchenordnung mit. Ferner war er von 1946 bis 1963 Herausgeber und Schriftleiter des Kirchenblattes „Weg und Wahrheit“.
1949 zeichnete die Universität Marburg Schmidt mit dem theologischen Ehrendoktorat aus.

## Schriften
- mit Fritz Philippi, Franz Meinecke: Verfassung der Nassauischen Landeskirche : Entwurf im Anschluß an die bereits vorgeschlagenen Fassungen, E. Voigts Nachf. Prüß & Werner, Wiesbaden, 1922
- Festschrift zur Erinnerung an die Feier des fünfzigjährigen Bestehens des Gotteshauses der deutschen evangelisch-reformierten Filialgemeinde in Budapest, Filialgemeinde, Budapest, 1928